# Berlin-Moabit
Moabit is een stadsdeel van de Duitse hoofdstad Berlijn, behorend tot het district Mitte. Voor de bestuurlijke herindeling van 2001 was Moabit een deel van het voormalige district Tiergarten.

## Geografie
De wijk wordt door de Spree en enkele kanalen omsloten. Het "eiland" Moabit wordt door 25 auto-, spoor- en voetgangersbruggen met de omliggende stadsgebieden verbonden. Het grootste groengebied is het Fritz-Schloß-Park. Kleinere parken zijn Kleiner Tiergarten en het Ottopark.
Moabit is onderverdeeld in meerdere zogenaamde kiezen, waarvan de bekendste en interessantste de stervormige Stephankiez is. Door de bouw van het Hauptbahnhof heeft dit gebied aan belang gewonnen.

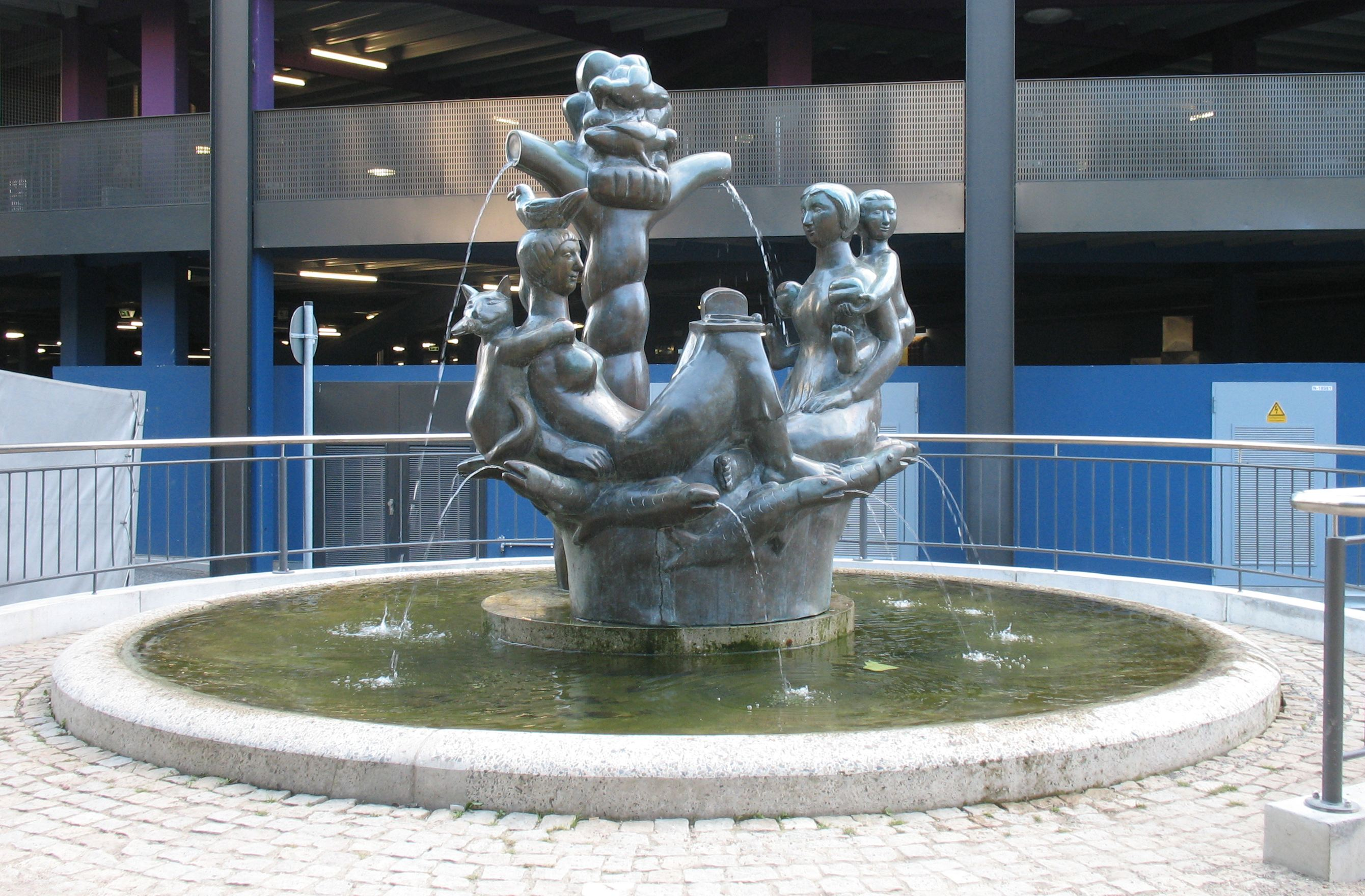
Paech-fontein in de Stephankiez

## Naam
De herkomst van de naam Moabit is omstreden. Zeer waarschijnlijk houdt de naam verband met de eerste bewoners van het gebied, de hugenoten. De Franse geloofsvluchtelingen noemden hun nieuwe woonplaats naar aanleiding van het Oude Testament terre de Moab.
Mogelijk (maar ook minder waarschijnlijk) is de naam afkomstig van terre maudite (vervloekt land), of afgeleid is van het Slavische woord moch (dras). Ook zou Moabit een verkorte vorm van het Franse mon habitat (mijn woonplaats) kunnen zijn.

## Geschiedenis

### Begin van de nederzetting
Het gebied van het huidige Moabit stond vanaf de 13e eeuw als Große Stadtheide bekend en was een veeweide op Berlijns grondgebied. In de 15e eeuw werden de landerijen westelijk van Berlijn eigendom van de Brandenburgse keurvorsten, die de wildrijke bossen ten zuiden van de Spree, de Tiergarten, als jachtgebieden gebruikten. Bij de groei van de residentiestad onder het bewind van Frederik Willem werden grote delen van Tiergarten opgeofferd voor bebouwing, hetgeen door uitbreiding van Kleiner Tiergarten ten noorden van de Spree werd gecompenseerd.
Het huidige Moabit ontstond in 1685 met de bouw van het Staakensetzerhaus aan de westgrens van het parkgebied. In 1717 trokken hugenoten naar het gebied, die zich vestigen tussen de Spree en de straat Alt-Moabit. Het gebied werd door hen voornamelijk als tuin- en landbouwgebied gebruikt. Zo ontstonden hier in de daarop volgende jaren de eerste zomertuinen voor de Berlijnse burgers.
In de eerste decennia van de 18e eeuw begon men delen van Moabit ook voor militaire doeleinden te gebruiken. In het westelijke deel van het huidige Moabit, dat destijds nog tot Charlottenburg behoorde, opende een Fransman in 1735 een kroeg.
Twee mensen uit Westfalen verkregen rond 1769 de landerijen van Frederik II in het gebied van het huidige Westfälischen Viertel in Moabit. De Westfaleners bouwden herbergen en Moabit wordt in de loop van de 18e eeuw een populair ontspanningsgebied met landelijk karakter.

### Industrialisering
De bevolking van Moabit groeide snel in de 19e eeuw. In 1861 werd het Charlottenburgse gedeelte van Moabit door Berlijn geannexeerd. De bebouwing nam toe en industrieën werden door de bouw van woonkazernes naar Wedding verdreven.
Voor de overwegend uit Silezië afkomstige katholieke arbeiders van de industriegebieden werd in 1867 met steun van de industrieel August Julius Albert Borsig een klooster opgericht.

### Arbeidersbeweging
Grote delen van Moabit zijn traditionele arbeiderswijken; delen daarvan hadden politiek actieve bewoners, zoals de Rote Beusselkiez en de aangrenzende Rostocker Kiez, en golden na de machtsovername van de fascisten in 1933 als communistische verzetshaarden.

## Bevolkingsgroei
Moabit was lange tijd zo goed als onbewoond; het inwoneraantal groeide slechts langzaam. Na de annexatie door Berlijn in 1861 groeide Moabit echter snel:
- 1716: Ontstaan van de nederzetting Moabit („Alt-Moabit“)
- 1801: 120 inwoners
- 1805: 201 inwoners
- 1818: Het ontstaan van Neu-Moabit; de samengroei met Alt-Moabit tot een voorstad.
- 1835: 709 inwoners
- 1861: Ongeveer 6.534 inwoners; Moabit wordt geannexeerd door Berlijn
- 1871: 14.818 inwoners
- 1880: 29.693 inwoners
- 1910: 190.000 inwoners[2]
- 2004: 74.631 inwoners
- 2007: 69.293 inwoners

## Openbaar vervoer
Moabit wordt ontsloten door de S-Bahn en de metro (lijn U9). In het zuidoosten van Moabit ligt bovendien het Hauptbahnhof.

## Gevangenis
In het stadsdeel Moabit is een van de befaamdste gevangenissen te vinden. De "JVA Moabit" werd gebouwd tussen 1877-1881 en is een van de nog functionerende panoptische bouwsels. Er bevinden zich voornamelijk mannen en er is plaats voor 971. Ten tijde van het Duitse fascisme was het tegelijk een criminologische onderzoekslocatie op biologische grondslag, en werd het veel bevolkt door regimetegenstanders. Er waren prominente gedetineerden gehuisvest als Andreas Baader, Georgi Dimitrow, Karl Liebknecht, Horst Mahler, Fritz Teufel, en na de Muurval het DDR-leiderschap.

## Sport
Voetbalclubs SC Union 06 Berlin en BAK 07 spelen in het het Poststadion. Union 06 speelde van 1950 tot 1960 en nog in 1961/62 in de hoogste klasse. Tot 1985 speelde de club nog in de derde klasse, maar zakte daarna weg naar de lagere reeksen. 
BAK 07 maakte haar opgang in de jaren negentig met enkele promoties en speelt sinds 1999 in de nationale reeksen. Van 2011 tot 2024 speelde de club in de Regionalliga, de vierde klasse. 
Berlin Adler speelt ook in het Poststadion, maar dan American Football, deze club werd al zes keer landskampioen.